# تصريف (علم المياه)
التصريف في علم المياه هو معدل التدفق الحجمي (يقاس بالحجم لكل وحدة زمن (متر مكعب في الثانية مثلاً)) لتيار مائي، ويمكن أن يحسب من جداء سرعة التدفق بالمقطع العرضي.
من الوحدات النمطية للتصريف متر مكعب في الثانية، أو قدم مكعب في الثانية، أو قدم-فدان في اليوم.